# Aegialornithidae
Aegialornis là một chi chim tiền sử dạng chim yến. Nó tạo thành họ Aegialornithidae và ở một mức độ nào đó là trung gian giữa các loài yến với cú muỗi châu Đại Dương, thiếu các thích nghi cực kỳ cần thiết cho kiểu sống trong không trung như các loài yến ngày nay nhưng đã có các cánh hình lưỡi liềm tương tự như của chim yến. Tuy nhiên, chúng dường như không là tổ tiên trực tiếp của chim yến ngày nay mà có lẽ chỉ là một nhóm duy trì các đặc điểm hình thái về tổng thể là cơ sở. Nhìn chung chúng cũng không quá khác so với yến mào ngày nay.
Các hóa thạch của Aegialornis được tìm thấy trong các trầm tích thuộc thời kỳ Trung tới Hậu Eocen tại Đức và Pháp. Mẫu vật Tiền Eocen từ tằng hệ Nanjemoy ở Virginia, Hoa Kỳ (USNM 496384) là rất đáng nghi vấn, do chim dạng yến dường như đã không có mặt tại khu vực này cho tới tận sau thế Eocen. Chiếc xương tìm thấy ở đây có lẽ thuộc về họ Parvicuculidae. Phân loại các loài là khá mơ hồ, với cả A. germanicus (nhỏ hơn) và A. leenhardti (to hơn) đôi khi đều được coi là đồng nghĩa muộn của A. gallicus, còn A. gallicus đôi khi lại bị coi một cách sai lầm là đồng nhất với Cypselavus gallicus. Tương tự, A. broweri đôi khi được coi là dựa trên các cá thể nhỏ của A. wetmorei, và hai đơn vị phân loại này gần đây đã được tách ra thành chi Mesogiornis; tuy nhiên điều này vẫn chưa nhận được sự chấp thuận chung. Loài giả định Aegialornis szarskii hiện nay được đặt trong Scaniacypselus.
Một điều hoàn toàn không chắc chắn là ngoài những loài/chi hiện có ra thì còn loài/chi nào nữa nên được đặt trong họ Aegialornithidae. Chi Primapus hoặc là thuộc về họ này hoặc là cơ sở đối với yến thật sự, còn chi Cypselavus thì hoặc là thuộc họ này hoặc là nhóm yến mào. Nhóm cuối cùng này đôi khi được gộp một cách đầy mâu thuẫn vào họ Aegialornithidae, tình trạng giống như của họ Jungornithidae, một họ chim dạng yến tiền sử khác có lẽ là trung gian giữa yến mào và chim ruồi.